# Kalendarium Radomska
Kalendarium Radomska
- 1243 – pierwsza pisemna wzmianka o Radomsku.
- 1266 – nadanie praw miejskich przez Leszka Czarnego.
- 1288 – sprowadzenie Franciszkanów.
- XIV w. – utworzenie powiatu radomszczańskiego.
- 1382 – pierwszy zjazd szlachty w sprawie wyboru króla Polski.
- 1384 – drugi zjazd szlachty, wybór Jadwigi Andegaweńskiej na króla Polski[1].
- XV w. – utworzenie starostwa niegrodowego.
- 1624 – splądrowanie i spalenie miasta przez lisowczyków.
- 1771 – 28 listopada, Kazimierz Pułaski na czele 600-konnego oddziału zatrzymuje się na postój w Radomsku. Otrzymuje tu wiadomość o podejrzewaniu go o usiłowanie królobójstwa i o porażkach konfederatów (według: Wiesław A. Zalewski Co Kazimierz Pułaski w Radomsku porabiał, Gazeta Radomszczańska, 3 czerwca 2004).
- 1789 – delegaci miasta biorą udział w czarnej procesji.
- 1793 – w wyniku II rozbioru Polski miasto trafiło pod zabór pruski.
- 1807 – miasto weszło w skład Księstwa Warszawskiego.
- 1812 – grudzień, po klęsce pod Moskwą, rozproszone resztki Wielkiej Armii Napoleona przemieszczają się przez Radomsko. Śladem tych wydarzeń jest kapliczka przy ul. Mickiewicza.
- 1815 – upadek Księstwa Warszawskiego, miasto znalazło się w granicach Królestwa Kongresowego.
- 1828 – zatwierdzenie planu regulującego zabudowę miasta.
- 1830 – w Radomsku stacjonuje IV szwadron 1 pułku strzelców konnych Królestwa Kongresowego. Pułk został sformowany w 1815 roku. Za udział w walkach pułk otrzymał 2 krzyże kawalerskie, 44 złote i 42 srebrne.
- 1846 – budowa Kolei Warszawsko-Wiedeńskiej, której trasa przebiegała przez miasto.
- 1857 – wybudowanie nowego Ratusza (wcześniejszy budynek znajdował się na środku rynku); siedziby władz miejskich oraz zmiana nazwy miasta na nazwę zaborczą – Nowo-Radomsk (obowiązywała do 1922).
- 1859 – pracę w Radomsku podejmuje Feliks Fabiani, nauczyciel i społecznik.
- 1863 – 22 stycznia, w Radomsku padają pierwsze strzały powstania styczniowego.
- 1869-1876 – w miejsce starego wybudowany został nowy kościół pw. św. Lamberta.
- 1874 – sierpień, Henryk Sienkiewicz wraz z narzeczoną Marią Kellerówną przebywa w pobliskim Strzałkowie w majątku Biedrzyckich .
- 1879 – przemysłowcy francuscy po wykupieniu fabryki ceraty od Szai Ruziewicza zakładają Anonimowe Towarzystwo Metalurgiczne Przemysłu w Rosji w Nowo-Radomsku.
- 1879 – Francuz Piotr Chanove założył fabrykę „Metalurgia”.
- 1881 – Bracia August i Karol – synowie Michaela Thoneta z Wiednia wybudowali fabrykę mebli giętych (obecny Fameg)
- 1881 – 23 października, utworzenie Ochotniczej Straży Ogniowej.
- 1884 – Henryk Siemiradzki nabywa dworek w Strzałkowie k. Radomska, gdzie przez wiele lat spędzał wraz z rodziną letnie wakacje, a w 1901 zachorował, stracił mowę i tamże zmarł w 1902 roku.
- 1908 – wybudowanie synagogi.
- 1912 – wybudowanie Fabryki Maszyn.
- 1912 – wybudowanie cerkwi prawosławnej pw. św. Mikołaja Cudotwórcy
- 1917 – wybuch epidemii tyfusu.
- 1919 – utworzenie Rady Delegatów Robotniczych, istniejącej do 1921 r.
- 1920 – przeniesienie do miasta Huty Szkła.
- 1921 – powstaje Towarzystwo Gimnastyczne „Sokół”
- 1921 – nadanie Józefowi Piłsudskiemu tytułu Honorowego Obywatela Radomska.
- 1925 – zburzenie radomszczańskiej cerkwi na mocy decyzji władz wojewódzkich w Łodzi z przeznaczeniem pozyskanego budulca na budowę starostwa powiatowego.
- 1935 – 27 października, uroczyste otwarcie nowego budynku dworca kolejowego wzniesionego według projektu inż. arch. M. Michalskiego.
- 1935 – 26 grudnia, zmarł Telesfor Mickiewicz i został pochowany z wielkimi honorami na radomszczańskim Cmentarzu Starym, a jego pogrzeb był manifestem niepodległościowym, na który licznie przybyli wysoko postawieni przedstawiciele władzy i wojska.
- 1939 – 1 września ok. godz. 5.00, na Radomsko spadają pierwsze bomby – ginie ok. 30 osób ludności cywilnej. Ciała ofiar tego bombardowania składano w kaplicy cmentarnej przy Cmentarzu Starym. Na murach tej kaplicy umieszczona jest tablica pamięci, na której wymienione są osoby poległe w wyniku bombardowania. W bombardowaniu Radomska najprawdopodobniej brały udział samoloty Luftwaffe z pułku stacjonującego w Oleśnicy (niem. Oels), który to pułk kilkadziesiąt minut wcześniej zbombardował Wieluń. W efekcie tych terrorystycznych działań Niemców, ludność cywilna w panice masowo opuszcza miasto głównie w kierunku Przedborza i Piotrkowa Trybunalskiego. Samoloty Luftwaffe atakują kolumny bezbronnych cywilnych uciekinierów.
- 1939 – 3 września, Niemcy zajmują miasto – do miasta wkraczają oddziały 10 Armii gen. Waltera von Reichenaua.
- 1939 – 4 września, Niemcy rozstrzelali kilkanaście osób na Folwarkach, Bartodziejach i w Stobiecku Miejskim.
- 1939 – 3–5 września, w rejonie Radomska toczą się zacięte walki powietrzne. W pobliżu Radziechowic zestrzelony zostaje niemiecki samolot rozpoznawczy Henschel Hs 126, a na wschód od Radomska zestrzelono polski samolot bombowo-rozpoznawczy PZL.23 Karaś. Załoga Karasia pochowana została w mogile znajdującej się na terenie przykościelnym w miejscowości Bugaj. W najbliższych okolicach Radomska znajdują się także inne mogiły  polskich lotników poległych w czasie tych walk. Do tych wydarzeń nawiązuje film .
- 1939 – powstają pierwsze oddziały ZWZ AK i później jest to największa org. zbrojnego podziemia w centralnej Polsce (jednym z dowódców zostaje por. Stanisław Sojczyński).
- 1941 – aresztowanie przez Niemców w Radomsku 151 osób. Egzekucje były dokonywane na tzw. Kopcu oraz w pobliskich miejscowościach takich jak: Wygoda, Dmenin, Pławno, Strzałków.
- 1943 – likwidacja radomszczańskiego getta i masowe mordy na Żydach przez niemieckich okupantów; Armia Krajowa pod dowództwem por. Sojczyńskiego dokonuje akcji odbicia 51 więźniów (40 Polaków i 11 Żydów) z siedziby Gestapo w Radomsku.
- 1943 – 12 grudnia, na drodze z Radomska do Pławna (Wygoda Las) żołnierze AK dokonali skutecznego zamachu na Otto Schwarzmeira, komendanta żandarmerii w Gidlach, wykonując tym samym wydany wcześniej wyrok śmierci. W odwecie Niemcy rozstrzelali w tym miejscu dwudziestu zakładników przywiezionych z Częstochowy. Miejsce to jest oznaczone pomnikiem ku czci ofiar[2].
- 1944 – 23 kwietnia, powstanie konspiracyjnej powiatowej Rady Narodowej (w 1959 roku dla upamiętnienia tego wydarzenia na ul. Fabianiego wmurowano tablicę pamiątkową[3]).
- 1944 – 12 września, rozegrała się największa bitwa na ziemi radomszczańskiej – bitwa pod Ewiną. Oddziały III Brygady Armii Ludowej im. gen. Bema przyjęły bitwę z 10-krotnie liczebniejszym wojskiem niemieckim.
- 26 grudnia 1944 r. żołnierze Armii Ludowej pod dowództwem kpt. Bolesława Boruty (ps. „Hanicz”) dokonali udanego zamachu na Dehna – komendanta żandarmerii niemieckiej w mieście[4].
- 1945 – 16 stycznia, oddziały 254 i 294 Dywizji Pancernej 52 Armii 1 Frontu Ukraińskiego Armii Czerwonej zdobywają miasto[5], w walce ginie około 20 żołnierzy radzieckich (mogiła zbiorowa – pomnik na Nowym Cmentarzu (zdjęcie).
- 1945 – kwiecień, kpt. Stanisław Sojczyński ps. „Warszyc” wspólnie z byłymi żołnierzami Armii Krajowej zakłada największe w centralnej Polsce antykomunistyczne Konspiracyjne Wojsko Polskie (KWP) do walki z komunistycznymi władzami Polski.
- 1946 – 19–20 kwietnia oddział Jana Rogólki ps. „Grot” z KWP opanował chwilowo Radomsko i uwolnił 57 aresztowanych z więzienia powiatowego Urzędu Bezpieczeństwa. Po tej nie w pełni udanej akcji, oddział KWP dowodzony przez Henryka Glapińskiego ps. „Klinga” dopuścił się zbrodni na jeńcach[6].
- 1946 – w czerwcu UB aresztowało kpt. Sojczyńskiego „Warszyca” i jego dowódców, rozbijając KWP, choć nieliczne oddziały walczyły do 1947 r., a resztki organizacji pozostały w podziemiu aż do 1954 r.
- 1949 – rozpoczęcie budowy kombinatu drzewnego „Fameg”[7].
- 1957 – elektryfikacja linii kolejowej – pierwsze pociągi elektryczne (zdjęcie)
- 1959 – w 15 rocznicę powstania PRL na pl. 3 Maja odsłonięto pomnik ku czci żołnierzy Wojska Polskiego i Armii Czerwonej oraz członków ruchu oporu[3]
- 1960 – uruchomienie produkcji w największej fabryce mebli w Polsce[8].
- 1962 – w katastrofie lotniczej, w czasie pokazów organizowanych przez Aeroklub Częstochowski w Borowiecku koło Radomska zginęło 11 osób. W czasie startu samolot CSS-13 holujący szybowiec SZD 12 Mucha 100 wpadł w tłum widzów.
- 1964 – 28 stycznia inauguracyjne przedstawienie kabaretu „Nietoperz”[9] w kawiarni „Stylowa”. Wystąpili: Dyzma Krasoń – twórca kabaretu, Janusz Niezabitowski, Wiesław Witczak, Mirosław Kaliszczak, Maria Grabiec, i inni.
- 1964 – przeprowadzenie I Liceum Ogólnokształcącego do nowo wybudowanej siedziby przy ulicy Górnej.
- 1967 – wybudowanie Miejskiego Domu Kultury.
- 1967 – katastrofa lotnicza radzieckiego myśliwca szkolno-bojowego MiG 15 UTI pod Radomskiem (Sucha Wieś). Prawdopodobną przyczyną była eksplozja silnika turboodrzutowego, co najmniej jeden pilot katapultował się bezpiecznie.
- 1967 – rozpoczęcie budowy „Osiedla Tysiąclecia”.
- 1968 – w zakładach pracy wiece poparcia dla PZPR i tow. Wiesława – Władysława Gomułki w związku z tzw. wydarzeniami marcowymi.
- 1968 – 14 stycznia, uruchomienie komunikacji miejskiej w ramach Miejskiego Przedsiębiorstwa Gospodarki Komunalnej. Początkowo cztery autobusy kursowały na trzech liniach (1. Folwarki-Bartodzieje; 2. Strzałków-Stobiecko Szlacheckie 3. Kietlin-Stobiecko Miejskie).
- 1968 – kwiecień, lotniczy pogrzeb ppor. pil. Cezarego – Jerzego Owczarka (zdjęcie) oraz Strona Pamięci[10].
- 1970 – otwarcie Muzeum Regionalnego im. Stanisława Sankowskiego.
- 1979 – powstanie Radomszczańskiego Klubu Sportowego (RKS).
- 1980 – powstanie radomszczańskich struktur NSZZ „Solidarność” z Józefem Kowalczykiem z FMR na czele.
- 1991 – pierwsze wolne wybory do Rady Miejskiej w Radomsku.
- 2003 – podpisanie umowy partnerskiej z miastem Makó.
- 2004 – podpisanie umowy partnerskiej z miastem Wozniesieńsk.
- 2006 – podpisanie umowy partnerskiej z miastem Lincoln.
- 2008 – wybudowanie pierwszego w mieście „Orlika”.
- 2008 – utworzenie w MDK „europejskiej Sceny Teatru im. Stefana Jaracza”.
- 2009 – otwarcie „małej obwodnicy” Radomska (przedłużenie ul. Tysiąclecia)